# Три студента
«Три студе́нта» (англ. The Adventure of the Three Students) — детективный рассказ известного английского писателя Артура Конан Дойла. Входит в серию рассказов «Возвращение Шерлока Холмса». Был написан и опубликован в 1904 году. В рассказе действует великий сыщик Шерлок Холмс. На русский язык переведён Н. Я. Гвоздарёвой.

## Сюжет
В 1895 году, в то время, когда Холмс и Ватсон находятся в одном из знаменитых университетов Англии, к ним за помощью обращается преподаватель греческого, мистер Хилтон Сомс.
Накануне экзамена он обнаруживает, что кто-то из студентов списал прямо в его кабинете экзаменационный материал. Странички с текстом были разбросаны, а на письменном столе лежали карандашные стружки: мошенник сломал свой карандаш и был вынужден его заточить.
Под подозрением находятся трое. Первый — Гилкрист, способный студент, высокорослый, отличный спортсмен, занимающийся лёгкой атлетикой. Второй — Даулат Рас, индус небольшого роста, прилежный студент, но малообщительный и замкнутый. Третий — Майлс Макларен, своенравный беспутный студент, часто попадающий в неприятные истории.
Холмс посещает место происшествия и находит важную улику — две небольшие пирамидки из глины, происхождение которых пока неясно. Кроме того, по карандашным опилкам он выясняет, что у мошенника был карандаш фирмы Иоганна Фабера.
Холмс предлагает зайти поочередно ко всем подозреваемым, под видом посетителей, желающих посмотреть старинные комнаты университета и зарисовать с помощью карандаша какие-то детали интерьера. Гилкрист и Рас пускают Сомса, Холмса и Ватсона в свои комнаты и даже одалживают Холмсу свои карандаши для рисования. Таким образом Холмс пытается выведать, не эти ли студенты списывали текст. Третий студент, Макларен, грубо отказывает в визите, даже не отворив дверь. И Ватсон высказывает подозрение, что именно он совершил этот бесчестный поступок.
На следующее утром Холмс предъявляет изумлённому Ватсону уже три пирамидки из глины, намекая, что он разгадал эту историю, а после предлагает посетить преподавателя Сомса. Вызвав студента Гилкриста, Холмс предлагает ему чистосердечно во всем признаться, но тот лишь разрыдался. Тогда Холмс сам рассказывает историю этого происшествия, одновременно объясняя ход своего расследования.
Подходя к дому преподавателя, Холмс едва-едва увидел в окно письменный стол, следовательно, преступник должен был быть высокого роста, раз смог увидеть на столе экзаменационные листки. Найденные пирамидки оказались кусочками глины с площадки, где легкоатлеты занимаются прыжками в длину, следовательно, преступник был ещё и спортсменом. Всем этим критериям удовлетворял только один студент — Гилкрист.
После такого объяснения Холмса успокоившийся Гилкрист во всём признается и показывает присутствующим написанное им утром письмо, в котором сообщает, что отказывается сдавать экзамен, покидает университет и отправляется служить офицером в действующую армию.